# LIFE〜目の前の向こうへ〜
『LIFE〜目の前の向こうへ〜』（ライフ めのまえのむこうへ）は、関ジャニ∞の楽曲。2010年8月25日にインペリアルレコードから15枚目のシングルとして発売された。

## 概要
- 前作『Wonderful World!!』から約2か月振りのリリース。
- 初回限定盤A・B、通常盤の3形態で発売。
- 表題曲「LIFE 〜目の前の向こうへ〜」は、疾走感のあるロックナンバーで、あきらめず前向きに進むポジティブな思いが込められた楽曲となっている[12]。
  - 同曲は、自身のシングル表題曲で初のバンド曲である[1]。
    - メディア等で同曲が紹介される際に、「初めてのバンド曲」と紹介されることがあるが、正確には「シングル表題曲で初めてのバンド曲」である[注 1]。
    - 本作発売後に、6thシングル『ズッコケ男道』や8thシングル『無責任ヒーロー』等がバンド曲として披露されたが、発売当初からバンド曲として披露していたのは同曲が初である。

  - 同曲は、メンバーの大倉忠義が出演するTBS系日曜劇場『GM〜踊れドクター』の主題歌である[12]。
    - 自身が連続ドラマの主題歌を務めるのは初である[9][注 2]。

  - 同曲のミュージック・ビデオは、神奈川県横浜市西区にある大さん橋ホールで撮影された。
- カップリングの「蒼写真」は、伸びのある優しい歌声の中に、大人の色気が感じられるバラードとなっている[14]。
  - 全形態共通で収録[15]。
- その他、通常盤のカップリングとして「Jackhammer」と、6thライブDVD『COUNTDOWN LIVE 2009-2010 in 京セラドーム大阪』のエンドロールとして使用された、10thシングル「急☆上☆Show!!」のリミックスバージョンを収録[15]。
- 初回限定盤には特典DVDを付属。
  - 初回限定盤Aには、表題曲「LIFE 〜目の前の向こうへ〜」のミュージック・ビデオとメイキング映像を収録[15]。
  - 初回限定盤Bには、「プロローグ・オブ・パッチ #5〜8」として、後に発売された4thアルバム『8UPPERS』の通常盤に収録された、村上信五・横山裕・安田章大・大倉忠義のソロ曲のミュージック・ビデオを収録[15]。
  - 
    - 前作『Wonderful World!!』の初回限定盤Bの特典DVDには、前編の「#1〜4」が収録されている。
- 2024年1月1日、デビュー20周年を記念し、過去にリリースされた全楽曲が各種音楽ダウンロードサービス、サブスクリプションサービスで配信されることに伴い、表題曲「LIFE〜目の前の向こうへ〜」がベストアルバム『8EST』の収録曲、同年1月24日には同曲がアルバム『8UPPERS』の収録曲として配信開始され、同年1月31日には本作の全収録曲の配信も開始された[16][17][18]。
- 2025年7月16日、表題曲「LIFE〜目の前の向こうへ〜」を原案としたコミカライズ作品『LIFE〜目の前の向こうへ〜』が各電子書店にて配信予定[19][20][21]。

### 各形態概要
| 曲名                         | 形態  | 形態  | 形態 |
| 曲名                         | 初回A | 初回B | 通常 |
| ---------------------------- | ----- | ----- | ---- |
| 蒼写真                       | ○     | ○     | ○    |
| Jackhammer                   | ×     | ×     | ○    |
| 急☆上☆Show!! COUNTDOWN Remix | ×     | ×     | ○    |

| 特典内容                                                  | 形態                   |
| --------------------------------------------------------- | ---------------------- |
| 特典DVD（詳細は「#特典DVD」を参照）                       | 初回限定盤A            |
| 特典DVD（詳細は「#特典DVD」を参照）                       | 初回限定盤B            |
| 「LIFE 〜目の前の向こうへ〜」メイキングフォトブックレット | 通常盤（初回プレス分） |

## 販売形態
- 発売日：2010年8月25日
  - 初回限定盤A（TECI-819：CD+DVD）
  - 初回限定盤B（TECI-820：CD+DVD）
  - 通常盤（TECI-821：CD）
    - 「LIFE 〜目の前の向こうへ〜」メイキングフォトブックレット封入（初回プレス分のみ）
- 発売日：2015年7月1日
  - 通常盤：再発売（JACA-5531：CD）
    - 自身の所属レコード会社を『テイチクエンタテインメント』から『INFINITY RECORDS』へ移籍したため、INFINITY RECORDSより再発売。
- 発売日：2019年7月12日
  - 通常盤：十五催ハッピープライス盤（JSNC-1515：CD）
    - 自身の配信アプリ『関ジャニ∞アプリ』対応のため、15%オフでの再発売。
- 発売日：2024年1月31日
  - 配信作品
    - デビュー20周年を記念した音楽ダウンロードサービスおよびサブスクリプションサービスでの配信[16][17][18]。

## チャート成績

### シングルチャート順位
- オリコンチャート
  - 初週25.6万枚を売り上げ、2010年9月6日付の「オリコン週間 CDシングルランキング」で週間1位を獲得[1]。
    - 2作連続、通算10作目のシングル1位となった[1]。
    - 前作『Wonderful World!!』の初週売上24.5万枚を上回り、『急☆上☆Show!!』（初週27.2万枚）以来5作ぶりに初週25万枚超えを記録した[1]。

  - 累計256,245枚を売り上げ、2010年8月度「オリコン月間 CDシングルランキング」で月間3位を獲得した[2]。
  - 累計305,478枚を売り上げ、2010年度「オリコン年間 CDシングルランキング」で年間15位を獲得した[3]。
  - 2021年9月現在、オリコン登場回数が計42回[注 3]で、自身のシングルの同チャート登場回数で総合2位である。
    - 2019年11月27日に発売された33rdシングル『友よ』が同チャート登場回数44回[24]を記録するまでは、本作が総合1位であった。
- Billboard JAPAN
  - 2010年9月1日公開の「Billboard Japan Top Singles Sales」で週間1位を獲得した[5]。
  - 2010年度「Billboard Japan Top Singles Sales Year End」で年間19位を獲得した[7]。

### 各曲チャート順位
- Billboard JAPAN
  - 2010年9月1日公開の「Billboard Japan Hot 100」で表題曲「LIFE〜目の前の向こうへ〜」が週間1位を獲得した[4]。
  - 2010年度「Billboard Japan Hot 100 Year End」で表題曲「LIFE〜目の前の向こうへ〜」が年間20位を獲得した[8]。
  - 2024年1月10日公開の「Billboard Japan Download Songs」で表題曲「LIFE〜目の前の向こうへ〜」が週間74位を獲得した[6][注 4]。

## 収録曲

### CD
※「Jackhammer」以降、通常盤・配信作品のみ収録。
1. LIFE〜目の前の向こうへ〜 - [3:55]
作詞・作曲：金丸佳史
編曲：大西省吾
  - TBS系日曜劇場『GM〜踊れドクター』主題歌[12]
  - 同曲の曲名はメンバーで話し合って決めており、その様子が本作初回限定盤Aのメイキング映像に収録されている。
  - 2015年11月11日、NHK Eテレ『Rの法則』にて、「好きな関ジャニ∞のシングルBEST5」の第1位にランクインした。
  - 2018年7月8日、テレビ朝日系『関ジャム 完全燃SHOW』にて、同曲を生演奏し、渋谷すばる脱退に伴い7人体制で最後に演奏した楽曲となった[25]。
  - 2019年9月3日、自身ライブツアー『十五祭』東京ドーム公演にて、同曲がバンドパート最後の楽曲であったため、錦戸亮脱退に伴い6人体制で最後に演奏した楽曲となった。
  - 2020年3月18日、自身のファンクラブサイト内動画コンテンツ『関ジャニ∞TV』にて、同曲を演奏している模様が公開され、5人体制で初披露された。
  - 2021年11月11日、読売テレビ・日本テレビ系『ベストヒット歌謡祭 2021』にて、同曲が5人体制で地上波初披露された[26][27]。5人体制以降に地上波で自身の楽曲をバンド演奏するのは今回が初である。
2. 蒼写真 - [5:00]
作詞・作曲・編曲：葉山拓亮
3. Jackhammer - [3:42]
作詞・作曲：TAKESHI
編曲：久米康隆、TAKESHI
4. 急☆上☆Show!! COUNTDOWN Remix - [6:15]
作詞・作曲：TAKESHI
リミックス：大西省吾
  - 10thシングルのリミックスバージョン
  - 6thライブDVD『COUNTDOWN LIVE 2009-2010 in 京セラドーム大阪』エンドロール
5. LIFE〜目の前の向こうへ〜 (オリジナル・カラオケ)
6. 蒼写真 (オリジナル・カラオケ)
7. Jackhammer (オリジナル・カラオケ)

### 特典DVD

#### 初回限定盤A
| #         | タイトル                                     | 作詞  | 作曲・編曲 | 時間  |
| --------- | -------------------------------------------- | ----- | ---------- | ----- |
| 1.        | 「LIFE〜目の前の向こうへ〜」(Music Clip)     |       |            | 4:06  |
| 2.        | 「LIFE〜目の前の向こうへ〜」(メイキング映像) |       |            | 15:15 |
| 合計時間: | 合計時間:                                    | 19:21 |            |       |

#### 初回限定盤B
| #         | タイトル                                       | 作詞  | 作曲・編曲 | 時間 |
| --------- | ---------------------------------------------- | ----- | ---------- | ---- |
| 1.        | 「トリックスター」(横山裕)                     |       |            | 3:28 |
| 2.        | 「Dear…」(村上信五)                            |       |            | 3:43 |
| 3.        | 「TOPOP」(安田章大)                            |       |            | 4:25 |
| 4.        | 「きっと幸せがキミを待ってる」(大倉忠義)       |       |            | 3:01 |
| 5.        | 「映画『8UPPERS FEATURE MUSIC FILM』予告映像」 |       |            | 2:02 |
| 合計時間: | 合計時間:                                      | 16:39 |            |      |

## 参加ミュージシャン
※アルバム『8UPPERS』のクレジットより。
LIFE〜目の前の向こうへ〜
- Drums：浜崎大地
- E.Bass：古川貴浩
- A.Piano：鶴田海生
- Strings：RUSH by 加藤高志
- E.Guitar / all other instruments：大西省吾

## 収録作品

### アルバム
LIFE〜目の前の向こうへ〜
- 4thアルバム『8UPPERS』
- 1stベストアルバム『8EST』
- 2ndベストアルバム『GR8EST』（201∞限定盤 特典CD）

※メドレーの1曲として収録。
- 配信限定アルバム『関ジャニ∞のいろは』

※5人の再録バージョンおよび1ハーフバージョンを収録。
- 配信限定アルバム『関ジャニ∞のいろは2023』

※5人の再録バージョンおよび1ハーフバージョンを収録。

### シングル
LIFE〜目の前の向こうへ〜
- 24thシングル『涙の答え』（通常盤 初回プレス分）

※リミックス音源のメドレーの1曲として収録。

### 映像作品

#### ライブ映像
LIFE〜目の前の向こうへ〜
- 7thライブDVD/Blu-ray『KANJANI∞ LIVE TOUR 2010→2011 8UPPERS』
- 8thライブDVD/Blu-ray『KANJANI∞ 五大ドームTOUR EIGHT×EIGHTER おもんなかったらドームすいません』
- 9thライブDVD/Blu-ray『KANJANI∞ LIVE TOUR!! 8EST 〜みんなの想いはどうなんだい?僕らの想いは無限大!!〜』
- 10thライブDVD/Blu-ray『KANJANI∞ LIVE TOUR JUKE BOX』
- 12thライブDVD/Blu-ray『関ジャニズム LIVE TOUR 2014≫2015』
- 14thライブDVD/Blu-ray『関ジャニ∞の元気が出るLIVE!!』
- 39thシングル『奇跡の人』（期間限定盤 特典DVD）
- 18thライブDVD/Blu-ray『関ジャニ'sエイターテインメント GR8EST』
- 19thライブDVD/Blu-ray『十五祭』
- 10thアルバム『8BEAT』（初回限定 -Road to Re:LIVE- 盤 特典DVD）
- 20thライブDVD/Blu-ray『KANJANI'S Re:LIVE 8BEAT』

※完全生産限定-Road to Re:LIVE-盤の特典DVD/Blu-rayにも収録。
- 50thシングル『アンスロポス』（初回限定「冬」盤・初回限定「炎」盤 特典Blu-ray/DVD）
- 24thライブBlu-ray/DVD『超DOME TOUR 二十祭』

蒼写真
- 7thライブDVD/Blu-ray『KANJANI∞ LIVE TOUR 2010→2011 8UPPERS』
- 19thライブDVD/Blu-ray『十五祭』(初回限定盤 特典DVD)

Jackhammer
- 7thライブDVD/Blu-ray『KANJANI∞ LIVE TOUR 2010→2011 8UPPERS』
- 24thライブBlu-ray/DVD『超DOME TOUR 二十祭』

## 漫画
2025年7月16日には、J-POPと電子コミックの融合を掲げる新レーベルとして始動した『MUSIC COMIC LABELZ』（ミュージックコミックレーベルズ）の第1弾の一つとして、本作の表題曲「LIFE〜目の前の向こうへ〜」を原案としたコミカライズ作品が各電子書店にて配信された。全3巻。
プロジェクト全体を通し、作品は「クライマックスで、原案元の楽曲がBGMとして盛り上がる」ということを意識し、「友情」「努力」「恋愛」が共通したテーマのオリジナルストーリーとして制作された。
同プロジェクトの実施を記念し、全国6店舗のタワーレコードカフェにて、物語からイメージしたオリジナルフードやドリンクの販売のほか、オリジナルグッズも販売する同プロジェクトとのコラボレーションカフェ『SUPER COMICS CAFE』が8月から10月にかけて開催予定。

### スタッフ
- 脚本 - 兒玉宣勝[28]
- 画 - 月島大[28]
- タイトルロゴ - 雷雷公社[28]
- キャラクターデザイン - CNO[28]
- 原案 - SUPER EIGHT『LIFE〜目の前の向こうへ〜』（作詞・作曲：金丸佳史、編曲：大西省吾）[28]